# الاتصالات السلكية واللاسلكية في تنزانيا
الاتصالات السلكية واللاسلكية في تنزانيا تشمل الراديو والتلفاز والهواتف الثابتة والمحمولة والأنترنت، وتتوفر الاتصالات في بر تنزانيا الرئيسي وأرخبيل زنجبار شبه المستقل.

## النظام والترخيص
عدل بر تنزانيا الرئيسي نظام ترخيص الاتصالات الإلكترونية في عام 2005، وصمم النظام بإتباع النهج الناجح التي اتخذته ماليزيا في آواخر التسعينيات، حيث استبدلت التراخيص "الرأسية" التقليدية (الحق في تشغيل شبكة اتصالات أو شبكة إذاعية، وكذلك الحق في تقديم الخدمات على الشبكة) بالتراخيص "الأفقية" (الحق في تشغيل شبكات الاتصالات والبث، ولكن لابد من توفر ترخيص منفصل لتقديم الخدمات على كل شبكة). ويُعرف باسم "إطار الترخيص المتقارب (CLF)، ويعد الأول من نوعه الذي يطبق في القارة الأفريقية، ويسمح أيضًا للمستثمرين بالتركيز على مجال خبرتهم (مثل، مرفق الشبكة، وخدمات الشبكة والتطبيقات والمحتوى) في نطاق واسع من القطاعات التي كانت منفصلة مسبقًا (كالاتصالات، والإذاعة، والإنترنت). ومن المفترض أن تسهل إعادة الهيكلة عملية الوصول لخدمات الهاتف عبر شبكات تلفزيون الكابل، وخدمات التلفاز عبر شبكات الاتصالات، وخدمات الإنترنت عبر جميع أنواع الشبكات.
تندرج أربع فئات من الترخيص تحت اطار الترخيص المتقارب:
- مرفق الشبكة: وهو تقديم أي عنصر أو مجموعة من البنية التحتية المادية المستخدمة بشكل أساسي من أجل أو بما يتعلق بتوفير خدمات المحتوى والتطبيقات الأخرى، ولا يشمل ذلك معدات مباني العميل.
- خدمة الشبكة: وهي خدمة لنقل المعلومات على هيئة كلام أو صوت أو بيانات أو نصوص أو صور عن طريق الطاقة الكهرومغناطيسية الموجهة أو غير الموجهة، ولكن لا تنحصر الخدمات المقدمة على جانب العميل من حدود الشبكة فحسب.
- خدمة التطبيق: وعي إعادة بيع خدمات الاتصالات الإلكترونية للمستخدمين النهائيين.
- خدمة المحتوى: وهي خدمة مقدمة للصوت أو البيانات أو النصوص أو الصور سواء كانت ثابتة أو متحركة إلا إذا تم إرسالها عبر اتصال خاص.

وبحلول نهاية عام 2013 توسعت إلى:
- 21 مشغل لمرفق الشبكة: 8 منهم دولي ووطني، 11 وطني، ومشغلان إقليميان.
- 17 مشغل خدمة شبكة: 8 دولي ووطني، 6 وطني، و 3 إقليمي.
- 91 مشغل خدمة تطبيقات: مشغل دولي، 15 دولي ووطني، 62 وطني، 11 إقليمي، و2 نطاقي.
- 85 مشغل خدمة محتوى للراديو: 6 وطني وتجاري، 10 إقليمي وتجاري، 7 إقليمي وغير تجاري، 30 نطاقي وتجاري، و29 نطاقي وغير تجاري.
- 30 مشغل خدمة محتوى للتلفاز: 5 محلي وتجاري، 4 إقليمي وتجاري، 1 إقليمي وغير تجاري، 6 نطاقي وتجاري، و 17 نطاقي وغير تجاري.

توجد قائمة كاملة بالمشغلين والمتعاقدين المرخصين في موقع هيئة تنظيم الاتصالات في تنزانيا (TCRA).

## الراديو والتلفاز
- هناك محطة إذاعية وطنية مملوكة للدولة واحدة وأكثر من 40 محطة إذاعية مملوكة للقطاع الخاص قيد التشغيل (2007).[3]
- هناك محطة تلفزيون مملوكة للدولة واحدة والعديد من محطات التلفزيون المملوكة للقطاع الخاص قيد التشغيل (2007).
- تتوفر اذاعة العديد من المحطات الدولية (2007).

توجد قيود من الحكومة على البث باللغات القبلية 
تسيطر حكومة أرخبيل زنجبار شب المستقلة على جميع محتويات البث الإذاعي والتلفزيوني العامة والخاصة في جزرها، وحتى في حالة البث التلفزيوني الحكومي من بر تنزانيا الرئيسي فهناك تأخير في البث مما يسمح للرقابة الزنجبارية بالتدخل. وعلى أي حال، تعمل محطات الإذاعة الزنجبارية بشكل مستقل نسبيًا، وتقرأ محتوى الصحف اليومية الوطنية غالبًا، وإن كانت تنتقد الحكومة الزنجبارية.

## الهواتف
- رمز الاتصال: +255[3]
- بادئة الاتصال الدولي: 000 [6]
- خطوط الاتصال الرئيسية: 161,100 خط مستخدم، المركز 133 في العالم (2011).
- الهواتف الخلوية المتنقلة: 27.2 مليون خط، 39 في العالم (2012).
- نظام الهاتف: خدمات الاتصالات ثانوية؛ شبكة الهاتف الثابت غير مؤهلة مع أقل من اتصال واحد لكل 100 شخص، اذ يعمل النظام بأقل من طاقته ويتم تحديثه من أجل خدمة أفضل؛ ومازال نظام المحطة الطرفية ذات الفتحة الصغيرة جدًا (VSAT) تحت الإنشاء، وتتزايد خدمة الهواتف النقالة بسرعة بفضل عدة من مزودين، وفي عام 2011 تجاوزت قاعدة المشتركين 50 هاتفًا لكل 100 شخص، وتتوفر خدمة الجذع بواسطة سلك مفتوح ومرحل لاسلكي بالموجات الدقيقة والتبعثر التروبوسفيري وكابل الألياف البصرية، وتحول بعض الروابط إلى مواقع رقمية (2010).
- الاتصالات السلكية: نقطة الهبوط لاثنين من كابلات الألياف البصرية (2010):
  - سيكوم: يربط دول الساحل الشرقي والغربي لأفريقيا ببعضها البعض وإلى أوروبا والهند بواسطة كيبل ألياف بصري  بحري وأرضي عالي السرعة.[7]
  - ايزي: يربط نظام الكابلات البحرية من الألياف البصرية شرق إفريقيا بأوروبا وأمريكا الشمالية.
- محطات أرضية فضائية: 2 انتل سات (1 المحيط الهندي، 1 المحيط الأطلسي) (2010).

شركات الهاتف المحمول
بعض شركات الهاتف المحمول المشغلة في تنزانيا هي:
- شركة ايرتل تنزانيا.
- شركة MIC تنزانيا المحدودة (تيجو تنزانيا) موبيتيل سابقًا.
- شركة الاتصالات الذكية
- شركة تنزانيا للاتصالات المحدودة
- شركة فيتيل تنزانيا المحدودة (هالوتيل).
- شركة فوداكوم تنزانيا.
- شركة زنجبار تيليكوم المحدودة (زانتل) المملوكة لشركة ميليكوم، تقدم الخدمة في زنجبار لحكومة زنجبار وميكو انترناشيونال في تنزانيا.

## الإنترنت
- المجال الأعلى مستوى: [3]

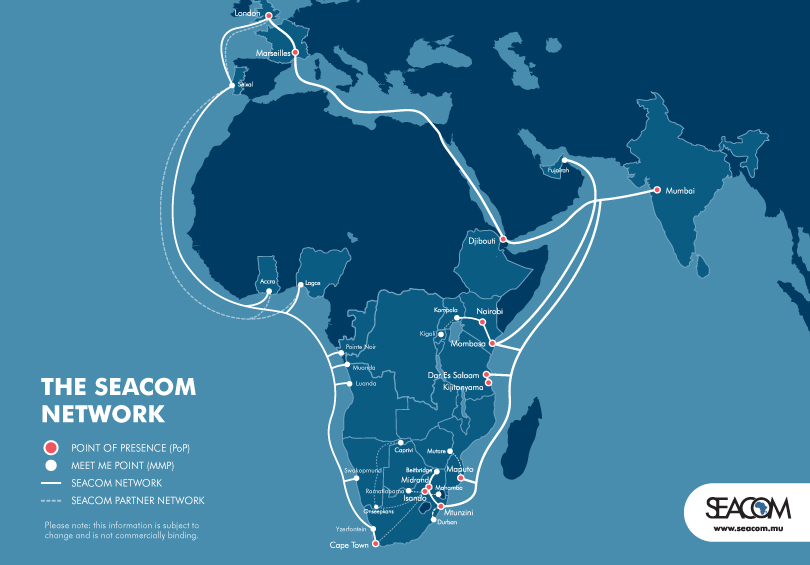
خريطة شبكة سيكوم. اضعظ علي الخريطة للتكبير.

- مستخدمي الإنترنت: 7.2 مليون مستخدم، بنسبة 13.1٪ من السكان، المركز 182 في العالم (2016).[8]
- الشبكة العريضة الثابت: 3753 مشترك، المركز 164 في العالم؛ أقل من 0.05٪ من السكان، المركز 187 في العالم (2012).[9][10]
- الشبكة العريضة اللاسلكية: 698.531 مشترك، المركز 81 في العالم؛ 1.5٪ من السكان، المركز 130 في العالم (2012).[11]
- مضيفي الإنترنت: 26.074 مضيفًا، المركز 110 في العالم (2012).
- بروتوكولات الإنترنت: 846152 عنوانًا مخصصا اعتبارًا من 27 نوفمبر 2014، وبنسبة 0.02 بالمائة من الإجمالي العالمي، 17.9 عنوانًا لكل 1000 شخص (بناءً على تقدير عدد السكان لعام 2014 البالغ 47.4 مليون).[12][13]

أتيحت خدمات الإنترنت منذ عام 1995، ولكن لم يكن هناك اتصال دولي بالألياف الضوئية متاح حتى عام 2009، وأما قبيل ذلك، اُستخدمت شبكة الأقمار الصناعية للاتصال ببقية العالم والبلدان المجاورة كذلك. ونفذت مشاريع كابلات الألياف البحرية SEACOM ونظام الكابلات البحرية لشرق إفريقيا في يوليو 2009 و 2010، وجلبت اتصال إنترنت عالي إلى تنزانيا بزمن أقل وتكلفة أقل،  وأدى ذلك إلى تحسن بنسبة أكثر من ثمانية أضعاف في سرعات التنزيل من بين 90 و 200 كيلوبايت/ثانية في منتصف إلى أواخر عام 2008 إلى ما بين 1.5 و 1.8 ميجابايت/ثانية في أواخر عام 2009 مع مزيد من التحسينات إلى ما بين 3.6 و 4.2 ميجابايت/ثانية في عام 2013.

### مقدمي خدمات الإنترنت
بعض مزودي خدمة الإنترنت المتوافرين في تنزانيا:
- افريقا اون لاين
- سمبلي كونيكت
- أفسات للاتصالات
- تنزانيا المحدودة.
- أروشا نود ماري
- بنسون اون لاين.
- بلينك المشغلة من قبل جادجيترونكس
- كات نت
- شركة جرين تيليكوم المحدودة
- مايشا برودباند
- كيتشيكو
- راحة
- سيمبانت
- سبيسينت
- تانسات
- شركة تنزانيا للاتصالات المحدودة (TTCL)
- مركز الحاسبات بجامعة دار السلام
- فيزوكوم
- زانلينك
- كومنيت- TZ

### مشغلي البيانات
بعض مشغلي البيانات في تنزانيا:
- أفسات تنزانيا المحدودة للاتصالات
- ألينك تيليكوم تنزانيا المحدودة، (ديتيل سابقًا).
- ساتكوم نتوركس أفريكا المحدودة
- شركة ستة للاتصالات المحدودة
- سيمبانت
- سبيسينت
- شركة ستارتيل تنزانيا المحدودة، والمعروفة أيضًا باسم راحة
- تانسات
- شركة تنزانيا للاتصالات المحدودة (TTCL).

### الرقابة والاشراف
لم تضع الحكومة قيود للوصول إلى الإنترنت، ولكنها تراقب المواقع الإلكترونية التي تنتقد الحكومة، وتراقب الشرطة الإنترنت أيضًا لمكافحة الأنشطة غير القانونية.

## حرية التعبير
ينص الدستور على حرية التعبير، لكنه لا ينص بوضوح على حرية الصحافة، ويلزم الحصول على تصريح للإبلاغ عن أنشطة الشرطة أو السجون، ويحتاج الصحفيون إلى إذن خاص لحضور الاجتماعات في مجلس النواب في زنجبار. ويتعرض أي شخص ينشر معلومات تتهم ممثل زنجباري بالتورط في أنشطة غير قانونية لغرامة لا تقل عن 250 ألف شلن تنزاني (158 دولارًا أمريكيًا) أو سجنه ثلاث سنوات أو كليهما، ولا ينص شيء في القانون ما إذا ستزال العقوبة قائمة إذا ثبت صحة الادعاء، وتمارس وسائل الإعلام الرقابة الذاتية غالبًا لتجنب الصراع مع الحكومة.
يحظر القانون التدخل التعسفي في الخصوصية أو الأسرة أو المنزل أو المراسلات دون أمر تفتيش، لكن الحكومة لا تحترم  هذه المحظورات. ويُعتقد على نحو كبير أن قوات الأمن تراقب الهواتف والمراسلات لبعض المواطنين والمقيمين الأجانب، ولا تعرف الطبيعة والمدى الفعليين لهذه الممارسة.
يجب على المدونات والمنتديات وعمليات الراديو والتلفزيون عبر الإنترنت التسجيل لدى الحكومة كمزود محتوى عبر الإنترنت ودفع رسوم سنوية بموجب لوائح الاتصالات الإلكترونية والبريدية (محتوى الإنترنت) لعام 2018، وتعادل الرسوم تقريبا الدخل السنوي في تنزانيا. لا يحق لمقدمي المحتوى عبر الإنترنت نشر محتوى فاحش أو صريح أو كلام يحض على الكراهية أو محتوى «يسبب الإزعاج» أو يحرض على الأذى أو الجريمة أو يهدد الأمن القومي والسلامة العامة، ويغرم المخالفين لذلك أو إلغاء تراخيصهم.

## روابط خارجية
- هيئة تنظيم الاتصالات في تنزانيا
- لائحة الاتصالات الإلكترونية والبريدية (المحتوى عبر الإنترنت) لعام 2018